# Fähre Belgern

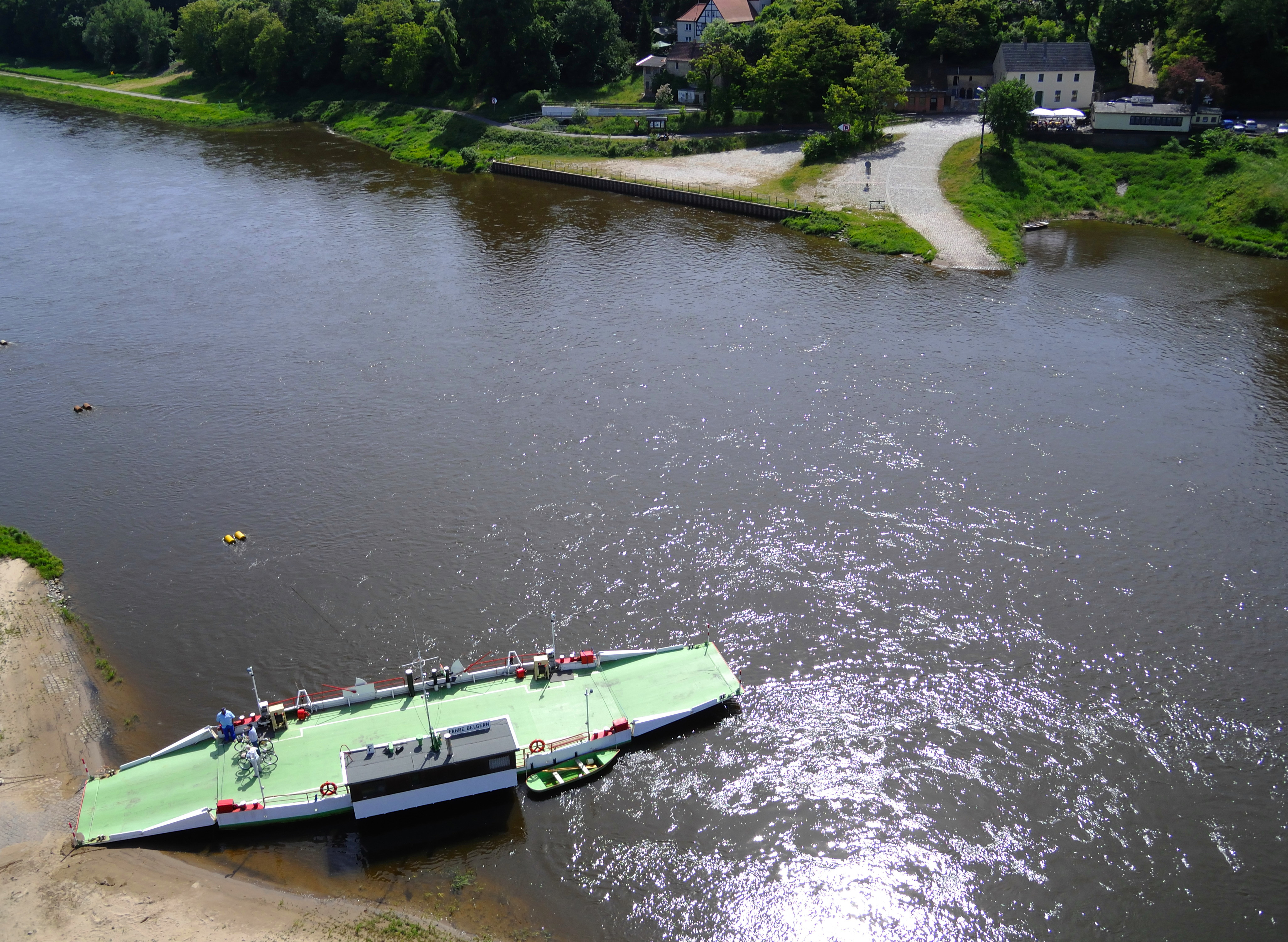

Die Fähre Belgern ist eine Gierseilfähre über die Elbe beim Ortsteil Belgern der Stadt Belgern-Schildau in Sachsen. Die Fähre liegt am Elbkilometer 140,5. Die nächstgelegenen Elbübergänge sind die Brücken in Mühlberg ca. 10 km flussaufwärts und in Torgau ca. 15 km flussabwärts.

## Geschichte
Schon im Mittelalter wurde das Fährfloß durch das Kloster Buch verpachtet. Zum Ende des Zweiten Weltkriegs gab es für die vielen Flüchtlinge eine Pontonbrücke die tagsüber in den Belgeraner Hafen gezogen wurde, um vor alliierten Luftangriffen geschützt zu sein. Nach dem Krieg nutzen vor allem Feldarbeiter die Fähre, die im Gut Köllitsch (ehemals Göllitsch und Korgitsch) arbeiteten und die Milch von dort mit der Fähre nach Belgern in die Molkerei brachten.
Am Morgen des 16. Juni 2019 kollidierte ein tschechisches Frachtschiff mit der Fähre. Nach schweren Beschädigungen an der Hydraulik der Auffahrrampen blieb die Fähre für drei Monate außer Betrieb.
In den letzten Jahren suchte die Stadt Belgern-Schildau nach einem neuen Pächter, der die Fähre weiter betreiben könnte. Nur dadurch, dass der ursprüngliche Pächter seinen Renteneintritt verschob, konnte ein Weiterbetrieb bis 2021 gewährleistet werden. Derzeit ist die Fähre im Besitz der Stadt, die die Wartungsarbeiten, sowie eine Prüfung aller fünf Jahre übernimmt. Laufende Kosten müssen jedoch von den entsprechenden Pächtern übernommen werden. Versuche die Fähre in den öffentlichen Nahverkehr zu integrieren und so Subventionen zu erhalten scheiterten.
Daher endete der Betrieb der Fähre zunächst am 31. Dezember 2021. 
Seit 8. Mai 2022 ist die Fähre in Regie der Stadt Belgern-Schildau wieder in Betrieb. Der Landkreis gibt für 6 Monate einen Zuschuss, so dass ein zweiter Fährmann finanziert werden kann. Noch immer wird versucht, die Fähre in den ÖPNV einzugliedern.